# Стаутон, Эдвин Уоллес
Эдвин Уоллес Стаутон (Стотон) (англ. Edwin Wallace Stoughton; 14 мая 1818 года - 7 января 1882 года)  — американский юрист и дипломат.

## Биография
Эдвин Уоллес Стаутон родился в Спрингфилде, штат Вермонт, 4 мая 1818 года. В 18 лет он переехал в Нью-Йорк, чтобы изучать право, позднее был принят в коллегию адвокатов и начал практиковать.
Стаутон прославился, специализируясь на патентном праве, в частности, работал на Чарльза Гудьира, когда против того выдвигали иски, связанные с патентами на процесс вулканизации.
Был активным членом фракции "стойких" (англ. Stalwarts) в Республиканской партии. В период администрации Улисса С. Гранта Стаутон опубликовал трактат, в котором отстаивал право применения Грантом федеральных войск для подавления сопротивления новым порядкам в штате Луизиана в период Реконструкции.
В ходе спора по поводу результатов президентских выборов в 1876 году он защищал претензии Ратерфорда Хейса на пост Президента США и был одним из адвокатов, представлявших интересы Хейса в Избирательной комиссии, занимавшейся урегулирование спора. Когда Хейс вступил в должность, он выразил свою благодарность Стаутону, назначив его посланником в России (30 октября 1877 года). Однако Стаутон служил в Санкт-Петербурге - ухудшение здоровья усугубилось климатическими условиями российской столицы, и заболевший Стаутон прекратил исполнять полномочия посла 2 марта 1879 года.
Стаутону так и не удалось полностью восстановить здоровье и вернуться к делам. Он скончался в Нью-Йорке 7 января 1882 года. Экс-президент Грант был одним из тех, кто нес гроб на похоронах. Стаутон был похоронен на кладбище Олд-Саут-чёрч в Уинсоре, штат Вермонт.

## Семья
Эдвин Уоллес Стаутон приходился родным братом Генри Эвандеру Стаутону и был его партнером по адвокатской практике. Он был дядей Эдвина Генри Стаутона и Чарльза Брэдли Стаутона - генералов армии Союза во время гражданской войны в США. Он также приходился отчимом философа и историка Джона Фиске.